# Лінія Вольтурно

Карта оборонних рубежів Зимової лінії (на схемі лінія Вольтурно виділена пунктирним кольором зеленої сосни)

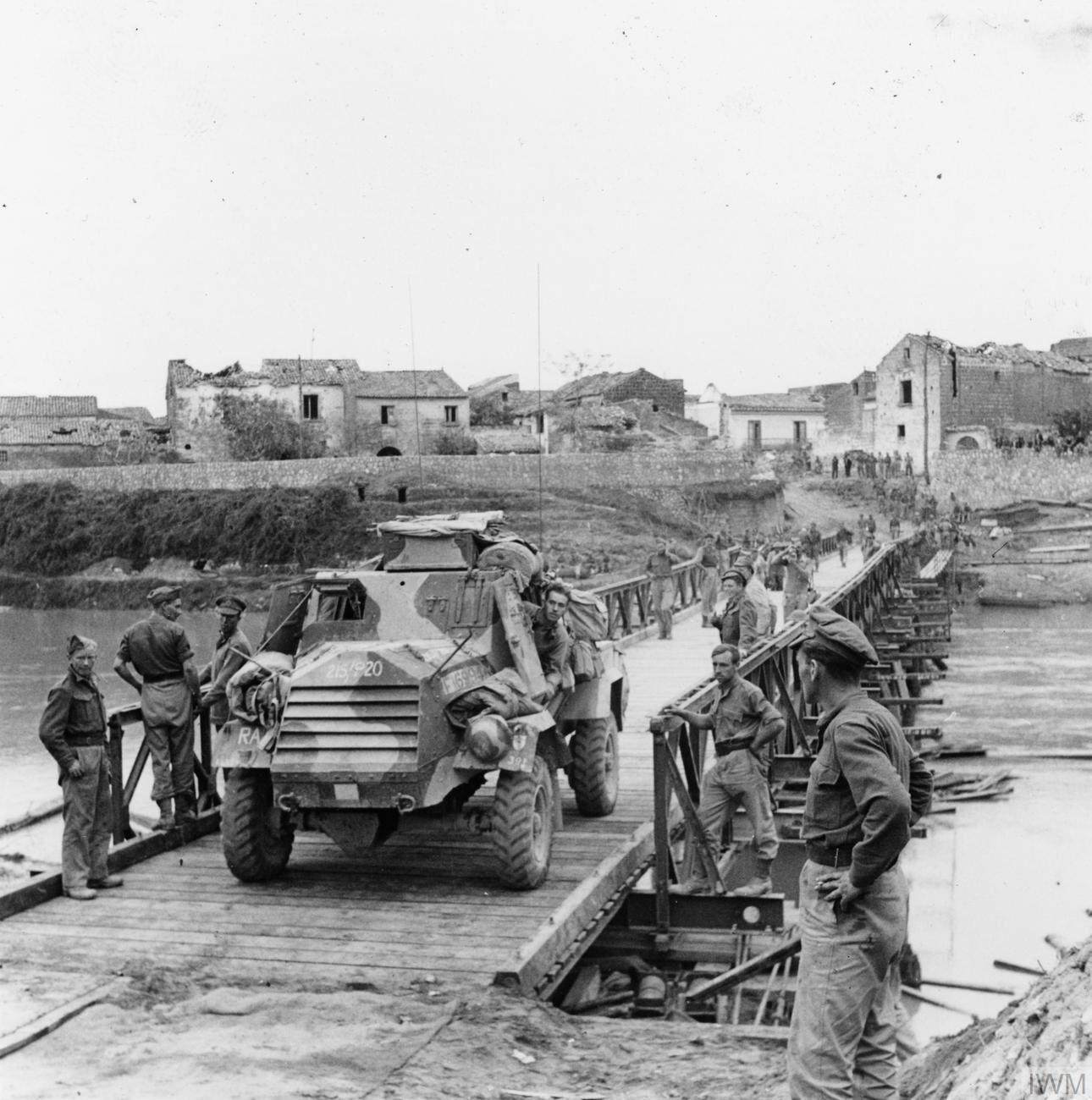
Союзні війська перетинають Лінію Вольтурно. Район Граццанізе. Жовтень 1943

Лі́нія Вольту́рно також знана як Лі́нія Вікто́ра — додаткова оборонна лінія в системі німецьких фортифікаційних споруд під загальною назвою Зимова лінія в Центральній Італії в роки Другої світової війни.
Була першою лінією в системі оборонних ліній Зимова лінія. Прорвана союзними військами в жовтні-листопаді 1943.